# Risque de réputation

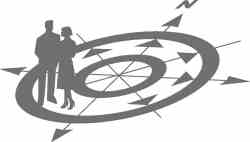
Préparer des stratégies d'adaptation

Le risque de réputation, ou risque d'image, correspond à l'impact que peut avoir une erreur de gestion sur l'image d'une organisation.
La réputation est un actif stratégique pour le développement (recrutement et fidélisation de clientèle ou de collaborateurs, accès aux marchés, relations avec les régulateurs etc.) et la valeur de l’entreprise (exprimée notamment par sa valeur boursière). Dès lors, le risque de réputation fait partie des risques en tête des préoccupations des dirigeants,.
La réputation d'une entreprise se mesure par l'excédent de valeur de l'organisation sur la valeur de ses actifs physiques. Il est nécessaire d'intégrer l'impact sur la réputation dans l'analyse des vulnérabilités.
La meilleure façon de gérer les risques de réputation est de mettre en place une gouvernance d'entreprise comportant une gestion anticipative des risques, une écoute des parties prenantes, et une communication sans détour des problèmes rencontrés par l'entreprise vis-à-vis de ses parties prenantes, non seulement les actionnaires, mais aussi les employés, les clients, et les membres de la société civile les plus directement concernés.
Pour ce faire une étape déterminante réside dans l’identification préalable des situations à risque pour l’entreprise et de mettre en œuvre les procédures qui permettent soit de minimiser la possibilité que le risque se produise, soit de se préparer au mieux à réagir pour cantonner ses effets une fois la crise survenue.